# Ủy ban Quốc vụ Cộng hòa Dân chủ Nhân dân Triều Tiên
Ủy ban Quốc vụ Cộng hòa Dân chủ Nhân dân Triều Tiên (tiếng Hàn: 조선민주주의인민공화국 국무위원회 - State Affairs Commission of the Democratic People's Republic of Korea (SAC)) được định nghĩa bởi hiến pháp năm 2016 là "cơ quan lãnh đạo định hướng chính sách tối cao của quyền lực Nhà nước" đối với Bắc Triều Tiên. Chủ tịch hiện tại của SAC, được xác định bởi cùng một hiến pháp, là người đứng đầu nhà nước của quốc gia, Lãnh đạo tối cao của Bắc Triều Tiên.

## Lịch sử
Ủy ban Quốc phòng được thành lập vào năm 1972 theo Hiến pháp năm 1972, nhiệm vụ ban đầu của ủy ban là giám sát các vấn đề quốc phòng ở Bắc Triều Tiên.
Tại phiên họp toàn thể lần thứ 4 của Hội nghị Nhân dân Tối cao vào tháng 6 năm 2016, Ủy ban Quốc phòng đã chính thức được thay thế bằng Ủy ban Quốc vụ, với trọng tâm mở rộng hướng tới các vấn đề quốc gia khác ngoài quốc phòng và an ninh. Là cơ quan chỉ đạo cao nhất về chính sách của Triều Tiên trực thuộc Hội đồng Nhân dân Tối cao, nâng cao vị thế của Hội đồng Nhân dân Tối cao với mục đích mở cửa đối ngoại với bên ngoài thế giới.

## Quyền hạn và nhiệm vụ
Điều 106 Hiến pháp Cộng hòa Dân chủ Nhân dân Triều Tiên (sửa đổi 2016) quy định: "Ủy ban Quốc vụ là cơ quan lãnh đạo tối cao về chính sách về quyền lực của Nhà nước". Điều 109 quy định quyền hạn của Ủy ban Quốc vụ:
- thảo luận, quyết định các chính sách quan trọng của Nhà nước, kể cả xây dựng quốc phòng;
- giám sát việc thực hiện các mệnh lệnh của Chủ tịch Ủy ban Quốc vụ Cộng hòa Dân chủ Nhân dân Triều Tiên và các quyết định, chỉ thị của Ủy ban Quốc vụ và đưa ra các biện pháp thực hiện;
- bãi bỏ các quyết định, chỉ thị của các cơ quan Nhà nước trái với mệnh lệnh của Chủ tịch Ủy ban Quốc vụ Cộng hòa Dân chủ Nhân dân Triều Tiên và các quyết định, chỉ thị của Ủy ban trong các cuộc họp của Ủy ban.

Nhiệm kỳ của Ủy ban Quốc vụ tương đương với Hội đồng Nhân dân Tối cao. Ủy ban Quốc vụ chịu trách nhiệm trước Hội đồng Nhân dân Tối cao.
Trên thực tế, Ủy ban Quốc vụ giám sát Nội các Bắc Triều Tiên.Nó cũng trực tiếp giám sát ba bộ không trực thuộc Nội các là Bộ Quốc phòng, Bộ An ninh Nhà nước và Bộ An ninh Xã hội cũng như Quân đội Nhân dân Triều Tiên, chủ yếu là Bộ Tổng tham mưu Quân đội Nhân dân Triều Tiên và Tổng cục Chính trị. Bộ Tư lệnh Cảnh vệ Tối cao chịu trách nhiệm bảo vệ lãnh đạo cao cấp và chính phủ cũng nằm dưới sự chỉ huy của nó. Một cơ quan bổ sung, Ủy ban Hướng dẫn Thể thao và Văn hóa Thể chất Nhà nước(국가체육지도위원회),cũng trực thuộc Ủy ban Quốc vụ do Chủ tịch được Ủy ban bổ nhiệm.

## Chủ tịch Ủy ban Quốc vụ
Chủ tịch Ủy ban Quốc vụ là lãnh đạo tối cao của nước Cộng hòa Dân chủ Nhân dân Triều Tiên. Nhiệm kỳ tương đương với Hội đồng Nhân dân Tối cao.
Chủ tịch Ủy ban Quốc vụ là lãnh đạo tối cao toàn bộ lực lượng vũ trang của nước Cộng hòa Dân chủ Nhân dân Triều Tiên và lãnh đạo và chỉ đạo tất cả các lực lượng vũ trang của Nhà nước.
Chủ tịch Ủy ban Quốc vụ có quyền hạn sau:
- chỉ đạo công tác tổng thể của Nhà nước;
- hướng dẫn trực tiếp công việc của Ủy ban Quốc vụ;
- bổ nhiệm, miễn nhiệm cán bộ chủ chốt của Nhà nước;
- phê chuẩn hoặc hủy bỏ các hiệp định ký kết với các nước khác;
- thực hiện quyền cho phép ân xá đặc biệt;
- tuyên bố tình trạng khẩn cấp, tình trạng chiến tranh và huy động quy mô trong phạm vi cả nước;
- tổ chức và chỉ đạo Ủy ban Quốc phòng trong thời chiến.

Chủ tịch Ủy ban Quốc vụ chịu trách nhiệm trước Hội đồng Nhân dân Tối cao.

## Thành viên
Dưới đây là các thành viên hiện tại của Ủy ban Quốc vụ kể từ ngày 29 tháng 9 năm 2021:
| Chủ tịch Ủy ban Quốc vụ              | Chủ tịch Ủy ban Quốc vụ          | Chủ tịch Ủy ban Quốc vụ | Chủ tịch Ủy ban Quốc vụ  | Chủ tịch Ủy ban Quốc vụ | Chủ tịch Ủy ban Quốc vụ |
| Chủ tịch                             | Chủ tịch                         | Đảng phái               | Đảng phái                | Tham gia từ             | Vị trí khác |
| ------------------------------------ | -------------------------------- | ----------------------- | ------------------------ | ----------------------- | --- |
|                                      | Kim Jong Un김정은 (sinh 1984)    |                         | Đảng Lao động Triều Tiên | 29 Tháng 6 2016         | - Tổng Bí thư Đảng Lao động Triều Tiên - Ủy viên Ban Thường vụ Bộ Chính trị Đảng Lao động Triều Tiên - Tư lệnh tối cao các lực lượng vũ trang Triều Tiên                                                     |
| Phó Chủ tịch thứ nhất Ủy ban Quốc vụ |                                  |                         |                          |                         | |
| Phó Chủ tịch thứ nhất                | Phó Chủ tịch thứ nhất            | Đảng phái               | Đảng phái                | Tham gia từ             | Vị trí khác |
|                                      | Choe Ryong-hae최룡해 (sinh 1950) |                         | Đảng Lao động Triều Tiên | 29 tháng 6 2016         | - Ủy viên Ban Thường vụ Bộ Chính trị Đảng Lao động Triều Tiên - Chủ tịch Ủy ban Thường vụ Hội nghị Nhân dân Tối cao                                                                                          |
| Phó Chủ tịch Ủy ban Quốc vụ          |                                  |                         |                          |                         | |
| Phó Chủ tịch                         | Phó Chủ tịch                     | Đảng phái               | Đảng phái                | Tham gia từ             | Vị trí khác |
|                                      | Kim Tok-hun김덕훈 (sinh 1961)    |                         | Đảng Lao động Triều Tiên | 29 tháng 9 2021         | - Ủy viên Ban Thường vụ Bộ Chính trị Đảng Lao động Triều Tiên - Tổng lý Nội các |
| Thành viên Ủy ban Quốc vụ            |                                  |                         |                          |                         | |
| Thành viên                           | Thành viên                       | Đảng phái               | Đảng phái                | Tham gia từ             | Vị trí khác |
|                                      | Kim Yong-chol김영철 (sinh 1945)  |                         | Đảng Lao động Triều Tiên | 29/9/2016               | - Ủy viên Bộ Chính trị Đảng Lao động Triều Tiên - Vụ trưởng Vụ Mặt trận Thống nhất Trung ương Đảng Lao động Triều Tiên                                                                                       |
|                                      | Jong Kyong-thaek정경택           |                         | Đảng Lao động Triều Tiên | 11/4/2018               | - Ủy viên Bộ Chính trị Đảng Lao động Triều Tiên - Ủy viên Quân ủy Trung ương Đảng Lao động Triều Tiên - Bộ trưởng Bộ An ninh Nhà nước - Thượng tướng Quân đội Nhân dân Triều Tiên                            |
|                                      | Ri Son-gwon 리선권               |                         | Đảng Lao động Triều Tiên | 12/4/2020               | - Ủy viên Bộ Chính trị Đảng Lao động Triều Tiên - Bộ trưởng Ngoại giao |
|                                      | Jo Yong-won 조용원 (sinh 1957)   |                         | Đảng Lao động Triều Tiên | 29/9/2021               | - Ủy viên Ban Thường vụ Bộ Chính trị Đảng Lao động Triều Tiên - Bí thư Trung ương Đảng Lao động Triều Tiên - Ủy viên Quân ủy Trung ương Đảng Lao động Triều Tiên - Thượng tướng Quân đội Nhân dân Triều Tiên |
|                                      | Pak Jong-chon박정천              |                         | Đảng Lao động Triều Tiên | 29/9/2021               | - Ủy viên Ban Thường vụ Bộ Chính trị Đảng Lao động Triều Tiên - Bí thư Trung ương Đảng Lao động Triều Tiên                                                                                                   |
|                                      | O Su-yong오수용 (sinh 1944)      |                         | Đảng Lao động Triều Tiên | 29/9/2021               | - Ủy viên Bộ Chính trị Đảng Lao động Triều Tiên - Trưởng Ban Kinh tế Trung ương Đảng Lao động Triều Tiên |
|                                      | Ri Yong-gil리영길 (sinh 1955)    |                         | Đảng Lao động Triều Tiên | 29/9/2021               | - Ủy viên Bộ Chính trị Đảng Lao động Triều Tiên - Phó Chủ tịch Quân ủy Trung ương Đảng Lao động Triều Tiên - Bộ trưởng Quốc phòng - Đại tướng Quân đội nhân dân Triều Tiên                                   |
|                                      | Jang Jong-nam장정남              |                         | Đảng Lao động Triều Tiên | 29/9/2021               | - Ủy viên Dự khuyết Bộ Chính trị Đảng Lao động Triều Tiên - Bộ trưởng Bộ Công an - Trung tướng |
|                                      | Kim Song-nam 김성남 (sinh 1953)  |                         | Đảng Lao động Triều Tiên | 29/9/2021               | - Ủy viên Dự khuyết Bộ Chính trị Đảng Lao động Triều Tiên - Trưởng Ban Quốc tế Trung ương Đảng Lao động Triều Tiên                                                                                           |
|                                      | Kim Yo-jong김여정 (sinh 1987)    |                         | Đảng Lao động Triều Tiên | 29/9/2021               | - Phó Trưởng ban Tuyên truyền và Thông tin Trung ương Đảng Lao động Triều Tiên |

## Danh sách các thành viên từ năm 2016
Sau đây là danh sách các thành viên của Ủy ban Quốc vụ kể từ cuộc bầu cử đầu tiên vào ngày 29 tháng 6 năm 2016. Những cái tên in đậm cho biết họ là thành viên hiện tại của Ủy ban Quốc vụ. Tên được liệt kê theo thứ tự bầu cử của họ.
| STT | Thành viên    | Thành viên                       | Đảng phái         | Đảng phái                | Term                  | Term          | Vị trí       |
| --- | ------------- | -------------------------------- | ----------------- | ------------------------ | --------------------- | ------------- | ------------ |
| 1   |               | Kim Jong Un김정은 (born 1984)    |                   | Đảng Lao động Triều Tiên | 29 June 2016          | 11 April 2019 | Chủ tịch     |
| 1   | 11 April 2019 | Kim Jong Un김정은 (born 1984)    | Đương nhiệm       | Đảng Lao động Triều Tiên |                       |               | Chủ tịch     |
| 2   |               | Hwang Pyong-so황병서 (born 1949) |                   | Đảng Lao động Triều Tiên | 29 June 2016          | 11 April 2018 | Phó Chủ tịch |
| 3   |               | Choe Ryong-hae최룡해 (born 1950) |                   | Đảng Lao động Triều Tiên | 29 June 2016          | 11 April 2019 | Phó chủ tịch |
| 3   | 11 April 2019 | Choe Ryong-hae최룡해 (born 1950) | Đương nhiệm       | Đảng Lao động Triều Tiên | Phó chủ tịch thứ nhất |               |              |
| 4   |               | Pak Pong-ju박봉주 (born 1939)    |                   | Đảng Lao động Triều Tiên | 29 June 2016          | 11 April 2019 | Phó chủ tịch |
| 4   | 11 April 2019 | Pak Pong-ju박봉주 (born 1939)    | 29 September 2021 | Đảng Lao động Triều Tiên |                       |               | Phó chủ tịch |
| 5   |               | Kim Ki-nam김기남 (born 1934)     |                   | Đảng Lao động Triều Tiên | 29 June 2016          | 11 April 2018 | Ủy viên      |
| 6   |               | Pak Yong-sik박영식 (born 1950)   |                   | Đảng Lao động Triều Tiên | 29 June 2016          | 11 April 2019 | Ủy viên      |
| 7   |               | Ri Su-yong리수용 (born 1945)     |                   | Đảng Lao động Triều Tiên | 29 June 2016          | 11 April 2019 | Ủy viên      |
| 7   | 11 April 2019 | Ri Su-yong리수용 (born 1945)     | Incumbent         | Đảng Lao động Triều Tiên |                       |               | Ủy viên      |
| 8   |               | Ri Man-gon리만건 (born 1945)     |                   | Đảng Lao động Triều Tiên | 29 June 2016          | 11 April 2018 | Ủy viên      |
| 8   | 11 April 2019 | Ri Man-gon리만건 (born 1945)     | Đương nhiệm       | Đảng Lao động Triều Tiên |                       |               | Ủy viên      |
| 9   |               | Kim Yong-chol김영철 (born 1945)  |                   | Đảng Lao động Triều Tiên | 29 June 2016          | 11 April 2019 | Ủy viên      |
| 9   | 11 April 2019 | Kim Yong-chol김영철 (born 1945)  | Đương nhiệm       | Đảng Lao động Triều Tiên |                       |               | Ủy viên      |
| 10  |               | Kim Won-hong김원홍 (born 1945)   |                   | Đảng Lao động Triều Tiên | 29 June 2016          | 11 April 2018 | Ủy viên      |
| 11  |               | Choe Pu-il최부일 (born 1944)     |                   | Đảng Lao động Triều Tiên | 29 June 2016          | 11 April 2019 | Ủy viên      |
| 11  | 11 April 2019 | Choe Pu-il최부일 (born 1944)     | 12 April 2020     | Đảng Lao động Triều Tiên |                       |               | Ủy viên      |
| 12  |               | Ri Yong-ho리용호 (born 1956)     |                   | Đảng Lao động Triều Tiên | 29 June 2016          | 11 April 2019 | Ủy viên      |
| 12  | 11 April 2019 | Ri Yong-ho리용호 (born 1956)     | 12 April 2020     | Đảng Lao động Triều Tiên |                       |               | Ủy viên      |
| 13  |               | Kim Jong-gak김정각 (born 1944)   |                   | Đảng Lao động Triều Tiên | 11 April 2018         | 11 April 2019 | Ủy viên      |
| 14  |               | Thae Jong-su태종수 (sinh 1936)   |                   | Đảng Lao động Triều Tiên | 11/4/2018             | 11/4/2019     | Ủy viên      |
| 14  | 11/4/2019     | Thae Jong-su태종수 (sinh 1936)   | 12/4/2020         | Đảng Lao động Triều Tiên |                       |               | Ủy viên      |
| 15  |               | Jong Kyong-thaek정경택           |                   | Đảng Lao động Triều Tiên | 11/4/2018             | 11/4/2019     | Ủy viên      |
| 15  | 11/4/2019     | Jong Kyong-thaek정경택           | Đương nhiệm       | Đảng Lao động Triều Tiên |                       |               | Ủy viên      |
| 16  |               | Kim Jae-ryong김재룡              |                   | Đảng Lao động Triều Tiên | 11/4/2019             | Đương nhiệm   | Ủy viên      |
| 17  |               | Kim Su-gil김수길 (born 1956)     |                   | Đảng Lao động Triều Tiên | 11/4/2019             | Đương nhiệm   | Ủy viên      |
| 18  |               | No Kwang-chol노광철 (sinh 1956)  |                   | Đảng Lao động Triều Tiên | 11/4/2019             | 12 April 2020 | Ủy viên      |
| 19  |               | Choe Son-hui최선희 (born 1964)   |                   | Đảng Lao động Triều Tiên | 11/4/2019             | Đương nhiệm   | Ủy viên      |

### Tác phẩm trích dẫn
- Socialist Constitution of the Democratic People's Republic of Korea: Amended and supplemented on June 29, Juche 105 (2016), at the Fourth Session of the 13th Supreme People's Assembly (PDF). 2016 [1972].